# Bulletin de la Société Botanique de France
Bulletin de la Société Botanique de France, (abreujat Bull. Soc. Bot. France), va ser una revista il·lustrada amb descripcions botàniques que va ser editada a França per la Société Botanique de France. Es van publicar 125 números entre els anys 1854-1978.